# 泰莱塞泰尔梅
泰莱塞泰尔梅（義大利語：Telese Terme），是意大利贝内文托省的一个市镇。总面积9.83平方公里，人口6848人，人口密度696.6人/平方公里（2009年）。ISTAT代码为062074。